# Paradamoetas formicinus
Paradamoetas formicinus là một loài nhện trong họ Salticidae.
Loài này thuộc chi Paradamoetas. Paradamoetas formicinus được Elizabeth Maria Gifford Peckham & George William Peckham miêu tả năm 1885.